# Чемпионат ГДР по волейболу среди женщин
Чемпионат ГДР по волейболу среди женщин — ежегодное соревнование женских волейбольных команд ГДР. Проводились в 1951—1991 годах. Наибольшее число побед на счету берлинского «Динамо» — 20.
В последние годы соревнования проводились только в высшей лиге. Организатором чемпионатов являлся Немецкий спортивный союз волейбола ГДР (Deutscher Sportverband Volleyball der DDR — DSVB)). Вскоре после объединения Германии в 1991 году были также объединены волейбольные федерации ГДР и ФРГ в единый Немецкий волейбольный союз. В сезоне 1991/92 был проведён первый единый чемпионат Германии. 

## Призёры
| Год  | 1-е место              | 2-е место             | 3-е место               |
| ---- | ---------------------- | --------------------- | ----------------------- |
| 1951 | «Гешвистер Шюль» Галле | «Ротацьон» Лейпциг    | «Мотор» Лукенвальде     |
| 1952 | «Виссеншафт» Галле     | «Ротацьон» Лейпциг    |                         |
| 1953 | «Виссеншафт» Галле     | «Фортшритт» Циттау    | «Виссеншафт» Йена       |
| 1954 | «Виссеншафт» Галле     |                       |                         |
| 1955 | «Виссеншафт» Галле     | «Ротацьон» Берлин     | «Фортшритт» Вайсенфельс |
| 1956 | «Ротацьон» Берлин      | «Виссеншафт» Галле    | «Ротацьон» Лейпциг      |
| 1957 | «Виссеншафт» Галле     | «Ротацьон» Берлин     | «Ротацьон» Лейпциг      |
| 1958 | «Ротацьон» Берлин      | «Ротацьон» Лейпциг    | «Хеми» Галле            |
| 1959 | «Ротацьон» Лейпциг     | «Ротацьон» Берлин     | «Хеми» Галле            |
| 1960 | «Ротацьон» Лейпциг     | «Ротацьон» Берлин     | «Динамо» Берлин         |
| 1961 | «Ротацьон» Лейпциг     | «Динамо» Берлин       | «Хеми» Галле            |
| 1962 | «Динамо» Берлин        | «Ротацьон» Лейпциг    | «Трактор» Шверин        |
| 1963 | «Динамо» Берлин        | «Лейпциг»             | «Трактор» Шверин        |
| 1964 | «Динамо» Берлин        | «Лейпциг»             | ДХфК Лейпциг            |
| 1965 | «Динамо» Берлин        | «Лейпциг»             | ДХфК Лейпциг            |
| 1966 | «Динамо» Берлин        | «Лейпциг»             | ДХфК Лейпциг            |
| 1967 | «Лейпциг»              | «Динамо» Берлин       | ДХфК Лейпциг            |
| 1968 | «Динамо» Берлин        | «Лейпциг»             | ДХфК Лейпциг            |
| 1969 | «Динамо» Берлин        | «Лейпциг»             | ДХфК Лейпциг            |
| 1970 | «Лейпциг»              | «Динамо» Берлин       | «Динамо»-2 Берлин       |
| 1971 | «Лейпциг»              | «Динамо» Берлин       | «Динамо»-2 Берлин       |
| 1972 | «Динамо» Берлин        | «Трактор» Шверин      | «Лейпциг»               |
| 1973 | «Динамо» Берлин        | «Трактор» Шверин      | «Берлинер ТСК» Берлин   |
| 1974 | «Динамо» Берлин        | «Трактор» Шверин      | «Берлинер ТСК» Берлин   |
| 1975 | «Динамо» Берлин        | «Трактор» Шверин      | «Берлинер ТСК» Берлин   |
| 1976 | «Трактор» Шверин       | «Динамо» Берлин       | «Лейпциг»               |
| 1977 | «Трактор» Шверин       | «Динамо» Берлин       | «Лейпциг»               |
| 1978 | «Динамо» Берлин        | «Трактор» Шверин      | «Лейпциг»               |
| 1979 | «Динамо» Берлин        | «Трактор» Шверин      | «Берлинер ТСК» Берлин   |
| 1980 | «Трактор» Шверин       | «Динамо» Берлин       | «Берлинер ТСК» Берлин   |
| 1981 | «Трактор» Шверин       | «Динамо» Берлин       | «Берлинер ТСК» Берлин   |
| 1982 | «Трактор» Шверин       | «Динамо» Берлин       | «Лейпциг»               |
| 1983 | «Трактор» Шверин       | «Динамо» Берлин       | «Берлинер ТСК» Берлин   |
| 1984 | «Трактор» Шверин       | «Динамо» Берлин       | «Лейпциг»               |
| 1985 | «Динамо» Берлин        | «Трактор» Шверин      | «Берлинер ТСК» Берлин   |
| 1986 | «Динамо» Берлин        | «Трактор» Шверин      | «Берлинер ТСК» Берлин   |
| 1987 | «Динамо» Берлин        | «Трактор» Шверин      | «Берлинер ТСК» Берлин   |
| 1988 | «Динамо» Берлин        | «Трактор» Шверин      | «Берлинер ТСК» Берлин   |
| 1989 | «Динамо» Берлин        | «Берлинер ТСК» Берлин | «Трактор» Шверин        |
| 1990 | «Динамо» Берлин        | «Берлинер ТСК» Берлин | «Трактор» Шверин        |
| 1991 | «Берлин»               | «Шверинер» Шверин     | «Лейпциг»               |